# Joe M. Kilgore

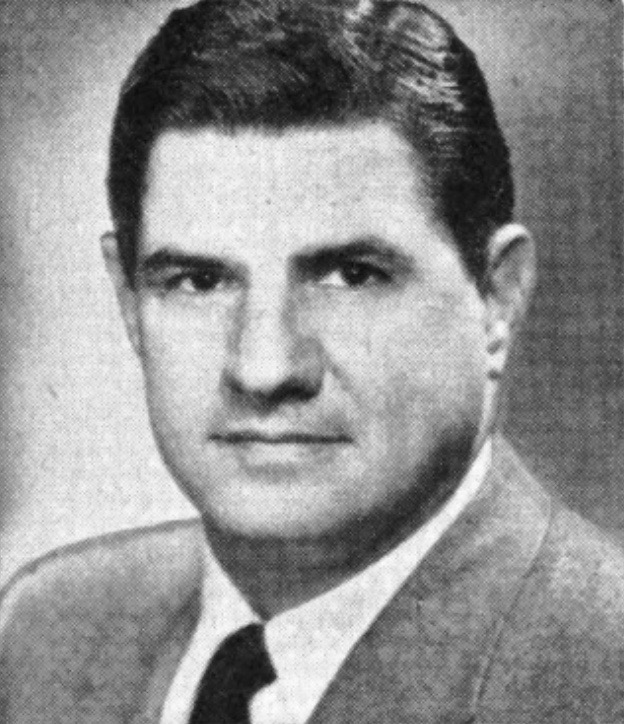
Joe M. Kilgore, 1955

Joe Madison Kilgore (* 10. Dezember 1918 bei Brownwood, Texas; † 10. Februar 1999 in Austin, Texas) war ein US-amerikanischer Politiker. Er vertrat den Bundesstaat Texas als Abgeordneter im US-Repräsentantenhaus.

## Werdegang
Joe Kilgore besuchte kurzzeitig die öffentliche Schule in Rising Star. Danach zog seine Familie 1929 nach Mission im Hidalgo County. Dort besuchte er die öffentliche Schule und das Westmoreland College (heute Trinity University) in San Antonio zwischen 1935 und 1936.
Kilgore unterbrach sein Studium an der Rechtsabteilung der University of Texas im Juli 1941 und verpflichtete sich beim United States Army Air Corps. Dort diente er als Kampfflieger in den Kampfeinsätzen im Mittelmeer. Anschließend schied er 1945 mit dem Dienstgrad eines Oberstleutnants (Lieutenant Colonel) aus der Armee aus. Im Verlauf des Krieges wurden ihm der Silver Star, das Distinguished Flying Cross und die Air Medal mit zwei „oak leaf clusters“ verliehen.

## Politik

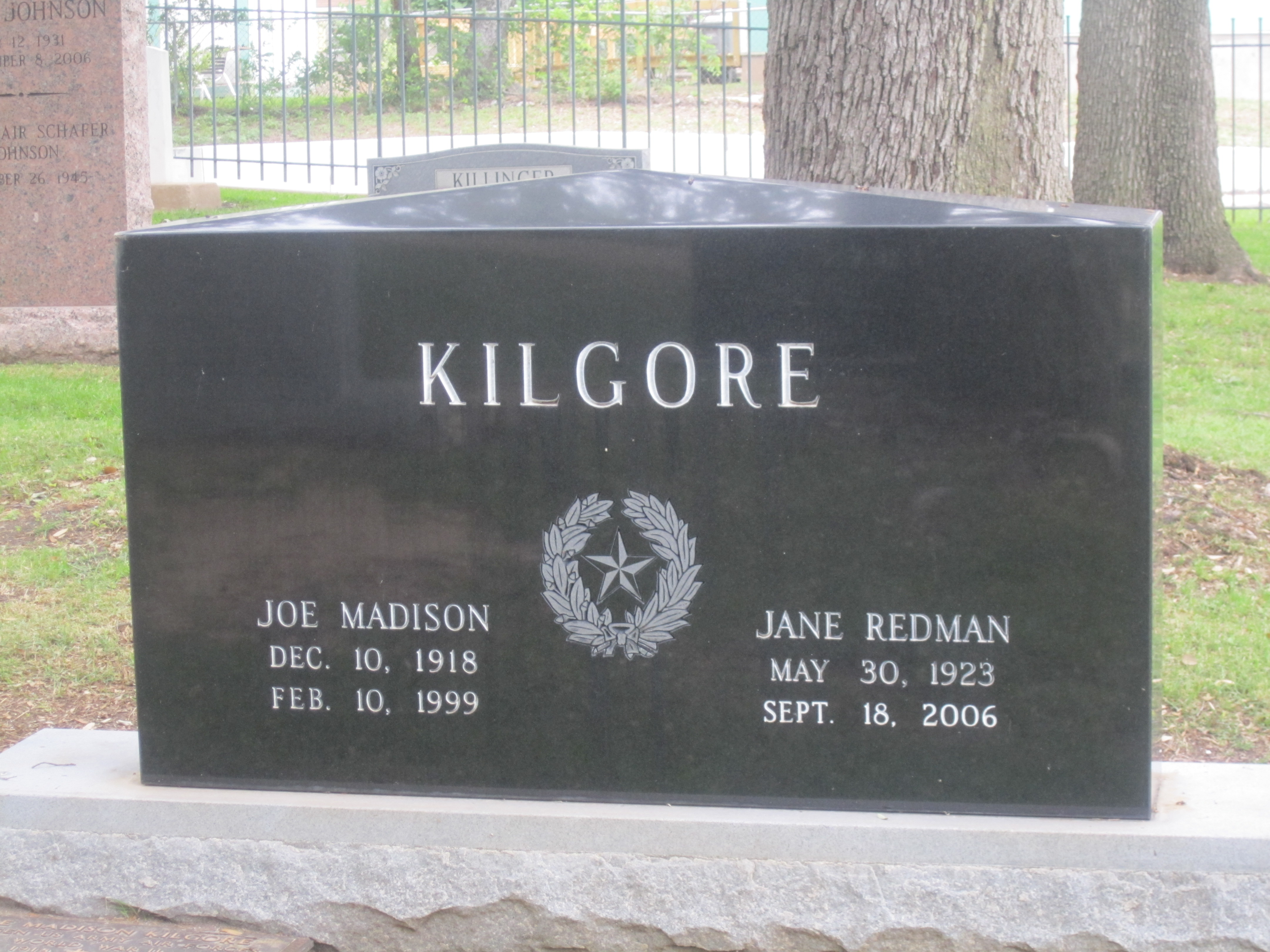
Kilgores Grab in Austin

Nach dem Ausscheiden aus der Armee kehrte er wieder an die Law School der University of Texas zurück. Seine Zulassung als Anwalt erhielt er 1946 und eröffnete dann eine Praxis in Edinburg. Anschließend war er von 1947 bis 1954 Abgeordneter im Repräsentantenhaus von Texas. Ferner war er Delegierter zu den Democratic National Conventions der Jahre 1956, 1960 und 1968. Man wählte ihn als Demokrat in den 84. und die vier nachfolgenden Kongresse. Seine Amtszeit dauerte vom 3. Januar 1955 bis zum 3. Januar 1965. Er entschloss sich 1964 für den 89. Kongress nicht mehr zu kandidieren. Kilgore kehrte zu seiner alten Tätigkeit als Anwalt zurück. In seiner Amtszeit im Kongress verweigerte er die Unterzeichnung des Southern Manifesto, das sich gegen die Rassenintegration an öffentlichen Einrichtungen aussprach.
Joe Kilgore verstarb am 10. Februar 1999 in Austin. Er wurde auf dem Texas State Cemetery beerdigt.